# Erik Whien
Erik Whien (Gendt, 16 april 1978) is een Nederlands theaterregisseur.
Hij is zoon van een postbeambte en huisvrouw.
Hij groeide op in de oostelijke Betuwe en bezocht de havo van OBC Bemmel, waar hij in 1995 zijn eindexamen haalde. Daarna volgde een studie aan de Toneelacademie Maastricht, die hij in 2000 afrondde. Hij zat ook op de jeugdtheaterschool, maar haalde inspiratie bij André van Duin, Van Kooten en De Bie, Theo en Thea etc. Van 2000 tot 2009 was hij lid van diverse theatergezelschappen. Zo was hij onder andere betrokken bij Toneelschuur Producties. In 2008 werd hij regisseur bij Toneelgroep Oostpool; hij zou er onder wisselende omstandigheden tot 2013 werken; te veel producties in zijn ogen. Datzelfde brak hem in 2013 op bij Het Zuidelijk Toneel. In dat jaar keerde hij terug naar Toneelschuur Producties. Na drie seizoen maakte hij de overstap naar Theater Rotterdam en 2021 vulde hij die werkzaamheden aan met regisseur bij Het Nationale Theater in Den Haag met onder meer Slachthuis vijf naar het boek van Kurt Vonnegut. In 2022 vatte hij werkzaamheden samen als “een egoloos klusje” en wil vooral mooie voorstellingen maken.
In 2006 was hij als acteur te zien in Nieuw Dier, in 2021 in een aflevering van De regels van Floor.
Hij heeft in 2022 al jaren een relatie met actrice Hannah van Lunteren, die aangaf dat Whien liever niet in het middelpunt van de belangstelling staat, maar wel waardering wil voor zijn werk. Zij ontmoetten elkaar aan de Toneelacademie.